# Andrew Klavan
Andrew Klavan (New York, 13 luglio 1954) è uno scrittore e sceneggiatore statunitense.
È autore di numerosi libri thriller di successo, alcuni dei quali sono stati oggetto di film cinematografici, quali Don't Say a Word di Gary Fleder con Michael Douglas e Fino a prova contraria portato sul grande schermo da Clint Eastwood. È stato nominato quattro volte al Edgar Award e lo ha vinto due volte nella sua categoria.

## Biografia
Nato nel 1954 a New York ma cresciuto a Long Island, suo padre Gene era un deejay mattutino di una radio locale e sua madre Phyllis casalinga. Klavan ha frequentato l'Università di Berkeley, in cui ha conosciuto sua moglie Ellen Flanagan. 

## Opere
- 1988 Il tranello (The Trapdoor)
- 1988 Una lama d'ombra (There fell a shadow)
- 1988 Pioggia sporca (The Rain)
- 1989 Giustizia sommaria (Rough Justice)
- 1991 Non dire una parola (Don't Say a Word)
- 1993 L'ora delle bestie (The Animal Hour)
- 1995 Prima di mezzanotte (True Crime)
- 1998 Spettri (The Uncanny)
- 1999 Inseguendo Amanda (Hunting Down Amanda)
- 2001 Nessun sospetto (Man and Wife)
- 2003 L'ombra del diavolo (Dynamite Road o Shadowman)
- 2004 Cobra (Shotgun alley)

### Sceneggiatore
- L'occhio del terrore (White of the Eye) (1987)
- Come fare carriera... molto disonestamente  (A Shock to the System) (1990)
- Fino a prova contraria (True Crime), (1999)
- Don't Say a Word (2001)
- Chiamata senza risposta  (One Missed Call), (2008)